# Roemenië op de Olympische Zomerspelen 2008
Roemenië nam deel aan de Olympische Zomerspelen 2008 in Peking, China. Roemenië debuteerde op de tweede Zomerspelen in 1900 en deed in 2008 voor de negentiende keer mee. Oorspronkelijk werden er acht medailles gehaald, het laagste aantal sinds de Spelen van 1952. In 2016 werd dit aantal alsnog aangevuld met een bronzen medaille voor Gheorghita Stefan in het worstelen vanwege een diskwalificatie van een van de bronzen medaillewinnaars. 

## Medailleoverzicht
| Sport      | Olympiër | Discipline             | Medaille |
| ---------- | --- | ---------------------- | -------- |
| Atletiek   | Constantina Diță | marathon (v)           | Goud     |
| Gymnastiek | Sandra Izbasa | vloer (v)              | Goud     |
| Judo       | Alina Dumitru | -48kg (v)              | Goud     |
| Roeien     | Georgeta Andrunache Viorica Susanu | twee-zonder (v)        | Goud     |
| Schermen   | Ana Maria Branza | degen (v)              | Zilver   |
| Gymnastiek | Sandra Izbasa Andreea Acatrinei Gabriela Dragoi Andreea Grigore Steliana Nistor Anamaria Tamirjan                                                     | meerkamp team (v)      | Brons    |
| Roeien     | Georgeta Andrunache Eniko Barabas Constanța Burcică Elena Georgescu Doina Ignat Simona Dumitrita Musat Ioana Papuc Rodica Maria Serban Viorica Susana | acht (v)               | Brons    |
| Schermen   | Mihai Covaliu | sabel (m)              | Brons    |
| Worstelen  | Gheorghita Stefan | -74kg vrije stijl (m)* | Brons    |

* Deze medaille werd in een later stadium alsnog toegewezen.

## Deelnemers en resultaten

### Atletiek
| Olympiër                 | Discipline             | Resultaat | Prestatie                                                     |
| ------------------------ | ---------------------- | --------- | ------------------------------------------------------------- |
| Marian Oprea             | hink-stap-springen (m) | 5e        | kwalificatie groep A: 5de met 17,17m finale: 5de met 17,22m   |
|                          |                        |           |                                                               |
| Ionela Târlea-Manolache  | 200m (v)               | 20e       | serie 4: 4de in 23,24 kwartfinale 1: 5de in 23,22             |
| Mihaela Neacşu           | 800m (v)               | 28e       | serie 6: 6de in 2.03,03                                       |
| Angela Moroşanu          | 400m horden (v)        | 16e       | serie 2: 4de in 56,07 halve finale 1: 8ste in 57,67           |
| Ancuța Bobocel           | 3000m steeplechase (v) | 23e       | serie 2: 6de in 9.35,31                                       |
| Cristina Casandra        | 3000m steeplechase (v) | 4e        | serie 1: 4de in 9.22,38 (NR) finale: 4de in 9.16,85 (NR)      |
| Constantina Diță         | marathon (v)           | Goud      | 2:26.44                                                       |
| Lidia Şimon              | marathon (v)           | 8e        | 2:27.51                                                       |
| Luminiţa Talpoş          | marathon (v)           | 18e       | 2:31.41                                                       |
| Ana Maria Groza          | 20km snelwandelen (v)  | 24e       | 1:32.16                                                       |
|                          |                        |           |                                                               |
| Viorica Ţigău            | verspringen (v)        | 25e       | kwalificatie groep B: 10de met 16,44m                         |
| Adelina Gavrilă          | hink-stap-springen (v) | 19e       | kwalificatie groep B: 6de met 13,98m                          |
| Anca Heltne              | kogelstoten (v)        | 21e       | kwalificatie groep A: 11de met 17,48m                         |
| Nicoleta Grădinaru-Grasu | discuswerpen (v)       | 11e       | kwalificatie groep B: 1ste met 62,51m finale: 11de met 58,63m |
| Monica Stoian            | speerwerpen (v)        | 40e       | kwalificatie groep A: 20ste met 54,56m                        |
| Felicia Ţilea-Moldovan   | speerwerpen (v)        | 11e       | kwalificatie groep B: 5de met 60,81m finale: 11de met 53,04m  |
| Bianca Perie             | kogelslingeren (v)     | 18e       | kwalificatie groep A: 9de met 68,21m                          |

### Boksen
| Olympiër         | Discipline | Resultaat | Prestatie                                                                                           |
| ---------------- | ---------- | --------- | --------------------------------------------------------------------------------------------------- |
| Georgian Popescu | -60kg (m)  | 5e        | 1ste ronde: W van USA Ali: 20-5 2de ronde: W van MEX Vargas: 14-4 kwartfinale: V van CUB Ugás: 7-11 |
| Ionuţ Gheorghe   | -64kg (m)  | 9e        | 1ste ronde: W van PUR González Ortiz: 21-4 2de ronde: V van IRI Sepahvand: 4-8                      |

### Boogschieten
| Olympiër         | Discipline      | Resultaat | Prestatie |
| ---------------- | --------------- | --------- | --- |
| Alexandru Bodnar | individueel (m) | 31e       | plaatsingsronde: 60ste met 614 punten 1ste ronde: W van MAS Khalmizam: 106-105 2de ronde: V van CUB Stevens: 101-108 |

### Gewichtheffen
| Olympiër       | Discipline | Resultaat | Prestatie                                                     |
| -------------- | ---------- | --------- | ------------------------------------------------------------- |
| Antoniu Buci   | -62kg (m)  | 4e        | trekken: 4de met 130kg stoten: 3de met 165kg totaal: 295kg    |
| Răzvan Martin  | -69kg (m)  | 19e       | trekken: 23ste met 130kg stoten: 18de met 158kg totaal: 288kg |
| Alexandru Roşu | -69kg (m)  | DNF       | trekken: 14de met 136kg stoten: geen geldige poging           |
| Răzvan Rusu    | -77kg (m)  | 18e       | trekken: 22ste met 140kg stoten: 18de met 170kg totaal: 310kg |
|                |            |           |                                                               |
| Roxana Cocoş   | -58kg (v)  | 8e        | trekken: 10de met 89kg stoten: 8ste met 115kg totaal: 204kg   |

### Gymnastiek
| Olympiër                                                                                          | Discipline               | Resultaat | Prestatie |
| ------------------------------------------------------------------------------------------------- | ------------------------ | --------- | --- |
| George Stănescu                                                                                   | ringen (m)               | 7e        | kwalificatie: 8ste met 15,750 punten finale: 7de met 15,825 punten |
| Marian Drăgulescu                                                                                 | sprong (m)               | 4e        | kwalificatie: 1ste met 16,762 punten finale: 4de met 16,225 punten |
| Flavius Koczi                                                                                     | sprong (m)               | 7e        | kwalificatie: 5de met 16,587 punten finale: 7de met 15,925 punten |
| Marian Drăgulescu                                                                                 | vloer (m)                | 4e        | kwalificatie: 2de met 15,925 punten finale: 7de met 14,850 punten |
| Adrian Bucur                                                                                      | individuele meerkamp (m) | 36e       | kwalificatie: 36ste brug: 53ste met 14,825 punten paard voltige: 73ste met 12,525 punten rekstok: 63ste met 13,750 punten ringen: 34ste met 14,950 punten sprong: 15,700 punten vloer: 43ste met 14,725 punten totaal: 86,475 punten |
| Flavius Koczi                                                                                     | individuele meerkamp (m) | 18e       | kwalificatie: 16de brug: 47ste met 15,075 punten paard voltige: 34ste met 14,400 punten rekstok: 21ste met 15,025 punten ringen: 61ste met 13,950 punten sprong: 7de met 16,587 punten vloer: 27ste met 15,125 punten totaal: 90,175 punten finale: 18de brug: 17de met 14,725 punten paard voltige: 3de met 15,425 punten rekstok: 23ste met 13,525 punten ringen: 16de met 14,550 punten sprong: 3de met 16,450 punten vloer: 17de met 14,900 punten totaal: 89,575 punten |
| Daniel Popescu                                                                                    | individuele meerkamp (m) | 32e       | kwalificatie: 32ste brug: 62ste met 14,525 punten paard voltige: 26ste met 14,500 punten rekstok: 71ste met 13,325 punten ringen: 59ste met 13,975 punten sprong: 15de met 15,262 punten vloer: 49ste met 14,575 punten totaal: 87,300 punten |
| Răzvan Şelariu                                                                                    | individuele meerkamp (m) | 38e       | kwalificatie: 38ste brug: 48ste met 14,950 punten paard voltige: 44ste met 14,075 punten rekstok: 70ste met 13,475 punten ringen: 25ste met 15,175 punten sprong: 12,900 punten vloer: 16de met 15,400 punten totaal: 85,975 punten |
| Marian Drăgulescu Flavius Koczi Răzvan Șelariu Daniel Popescu Adrian Bucur Robert Stănescu        | meerkamp team (m)        | 7e        | kwalificatie: 8ste brug: 8ste met 57,050 punten paard voltige: 7de met 55,900 punten rekstok: 8ste met 60,050 punten ringen: 7de met 59,850 punten sprong: 1ste met 65,325 punten vloer: 2de met 61,175 punten totaal: 359,350 punten finale: 7de brug: 8ste met 43,500 punten paard voltige: 4de met 43,525 punten rekstok: 8ste met 45,225 punten ringen: 3de met 46,375 punten sprong: 2de met 49,300 punten vloer: 2de met 46,250 punten totaal: 274,175 punten          |
|                                                                                                   |                          |           | |
| Gabriela Drăgoi                                                                                   | balk (v)                 | 5e        | kwalificatie: 12de met 15,450 punten finale: 5de met 15,625 punten |
| Steliana Nistor                                                                                   | brug (v)                 | 7e        | kwalificatie: 4de met 15,975 punten finale: 7de met 15,575 punten |
| Sandra Izbașa                                                                                     | vloer (v)                | Goud      | kwalificatie: 2de met 15,475 punten finale: 1ste met 15,650 punten |
| Sandra Izbașa                                                                                     | individuele meerkamp (v) | 8e        | kwalificatie: 13de balk: 16de met 15,225 punten brug: 65ste met 13,575 punten sprong: 20ste met 15,100 punten vloer: 2de met 15,475 punten totaal: 59,375 punten finale: 8ste balk: 5de met 15,875 punten brug: 20ste met 14,300 punten sprong: 6de met 15,075 punten vloer: 3de met 15,500 punten totaal: 60,750 punten |
| Steliana Nistor                                                                                   | individuele meerkamp (v) | 5e        | kwalificatie: 8ste balk: 22ste met 15,075 punten brug: 4de met 15,975 punten sprong: 27ste met 14,900 punten vloer: 24ste met 14,550 punten totaal: 60,500 punten finale: 5de balk: 8ste met 15,550 punten brug: 4de met 15,975 punten sprong: 7de met 15,025 punten vloer: 10de met 14,500 punten totaal: 61,050 punten |
| Ana Tămârjan                                                                                      | individuele meerkamp (v) | 16e       | kwalificatie: 16de balk: 17de met 15,200 punten brug: 51ste met 14,275 punten sprong: 23ste met 15,025 punten vloer: 27ste met 14,500 punten totaal: 59,000 punten |
| Sandra Izbasa Andreea Acatrinei Gabriela Dragoi Andreea Grigore Steliana Nistor Anamaria Tamirjan | meerkamp team (v)        | Brons     | kwalificatie: 4de balk: 4de met 60,950 punten brug: 7de met 58,450 punten sprong: 4de met 59,725 punten vloer: 4de met 59,300 punten totaal: 238,425 punten finale: 3de balk: 3de met 46,175 punten brug: 5de met 45,000 punten sprong: 4de met 45,275 punten vloer: 2de met 45,075 punten totaal: 181,525 punten |

### Handbal
| Olympiër | Discipline | Resultaat | Prestatie |
| --- | ---------- | --------- | --- |
| Carmen Amariei Mihaela Ani Senocico Neli Elisei Ramona Farcău Florina Bârsan Luminită Huţupan-Dinu Narcisa Lecuşanu Valeria Motogna-Beşe Adina Meiroşu Cristina Neagu Adriana Olteanu Tereza Pâslaru Ioneia Stanca Aurelia Stoica Talida Tolnai | vrouwen    | 7e        | groep A: 2de W van Kazachstan: 31-19 W van China: 34-20 W van Frankrijk: 34-26 W van Angola: 28-23 V van Noorwegen: 23-24 kwartfinale: V van Hongarije: 30-34 5-8ste plek: V van Frankrijk: 34-36 7-8ste plek: W van Zweden: 34-30 |

| Groep A |            |             |             |             |             |            |            |            |        |
| #       | Land       | Wedstrijden | Wedstrijden | Wedstrijden | Wedstrijden | Doelpunten | Doelpunten | Doelpunten | Punten |
| #       | Land       | G           | W           | G           | V           | V          | T          | Saldo      | Punten |
| 1       | Noorwegen  | 5           | 5           | 0           | 0           | 154        | 106        | +48        | 10     |
| 2       | Roemenië   | 5           | 4           | 0           | 1           | 150        | 112        | +38        | 8      |
| 3       | China      | 5           | 2           | 0           | 3           | 122        | 135        | -13        | 4      |
| 4       | Frankrijk  | 5           | 2           | 0           | 3           | 121        | 128        | -7         | 4      |
| 5       | Kazachstan | 5           | 1           | 1           | 3           | 109        | 137        | -28        | 3      |
| 6       | Angola     | 5           | 0           | 1           | 4           | 109        | 147        | -38        | 1      |

| Ronde       | Datum  | Plaats    | Land  | Score      | Land |
| ----------- | ------ | --------- | ----- | ---------- | ---- |
| Groepsfase  |        |           |       |            |      |
| 9 augustus  | Peking | Roemenië  | 31-19 | Kazachstan |      |
| 11 augustus | Peking | China     | 20-34 | Roemenië   |      |
| 13 augustus | Peking | Roemenië  | 34-26 | Frankrijk  |      |
| 15 augustus | Peking | Roemenië  | 28-23 | Angola     |      |
| 17 augustus | Peking | Noorwegen | 24-23 | Roemenië   |      |
| Kwartfinale |        |           |       |            |      |
| 19 augustus | Peking | Roemenië  | 30-34 | Hongarije  |      |
| 5-8ste plek |        |           |       |            |      |
| 21 augustus | Peking | Roemenië  | 34-36 | Frankrijk  |      |
| 7-8ste plek |        |           |       |            |      |
| 23 augustus | Peking | Zweden    | 30-34 | Roemenië   |      |

### Judo
| Olympiër      | Discipline | Resultaat | Prestatie |
| ------------- | ---------- | --------- | --- |
| Daniel Brata  | -100kg (m) | 9e        | 1ste ronde: W van UZB Kurbanov: ippon 2de ronde: W van CAN Morgan: ippon kwartfinale: V van AZE Miraliyev: waza-ari herkansingen: vrij herkansingen 2: V van GEO Zjorzjoliani: ippon |
|               |            |           | |
| Alina Dumitru | -48kg (v)  | Goud      | 1ste ronde: vrij 2de ronde: W van HUN Csernoviczki: waza-ari kwartfinale: W van KOR Kim: ippon halve finale: W van JPN Tani: waza-ari finale: W van CUB Bermoy: ippon                |

### Kanovaren
| Olympiër                      | Discipline    | Resultaat | Prestatie                                                                        |
| ----------------------------- | ------------- | --------- | -------------------------------------------------------------------------------- |
| Florin Mironcic               | C-1 500m (m)  | 7e        | serie 1: 2de in 1.48,608 halve finale 2: 2de in 1.51,535 finale: 7de in 1.49,861 |
| Florin Mironcic               | C-1 1000m (m) | 6e        | serie 1: 2de in 3.57,538 halve finale 1: 2de in 3.59,664 finale: 6de in 3.57,876 |
| Iosif Chirilă Andrej Cuculici | C-2 500m (m)  | 6e        | serie 2: 4de in 1.42,306 halve finale: 1ste in 1.42,545 finale: 6de in 1.43,195  |
| Niculae Flocea Ciprian Popa   | C-2 1000m (m) | 4e        | serie 1: 2de in 3.41,846 finale: 4de in 3.40,432                                 |

### Roeien
| Olympiër | Discipline      | Resultaat | Prestatie                                                                     |
| --- | --------------- | --------- | ----------------------------------------------------------------------------- |
| Roxana Cogianu Ionelia Neacşu | dubbel-twee (m) | 9e        | serie 1: 4de in 7.12,17 herkansingen: 3de in 7.01,69 finale B: 3de in 7.20,99 |
| Georgeta Andrunache Viorica Susanu | twee-zonder (v) | Goud      | serie 2: 1ste in 7.22,69 finale: 1ste in 7.20,60                              |
| Georgeta Andrunache Eniko Barabas Constanța Burcică Elena Georgescu Doina Ignat Simona Dumitrita Musat Ioana Papuc Rodica Maria Serban Viorica Susana | acht (v)        | Brons     | serie 2: 1ste in 6.05,77 finale: 3de in 6.07,25                               |

### Schermen
| Olympiër         | Discipline | Resultaat | Prestatie |
| ---------------- | ---------- | --------- | --- |
| Virgil Sălișcan  | floret (m) | 19e       | 1ste ronde: V van GBR Kruse: 6-15 |
| Mihai Covaliu    | sabel (m)  | Brons     | 1ste ronde: vrij 2de ronde: W van BLR Pryiemka: 15-7 3de ronde: W van CHN Zhou: 15-12 kwartfinale: W van BLR Buikevich: 15-13 halve finale: V van FRA Lopez: 13-15 bronzen finale: W van FRA Pillet: 15-11 |
| Rareş Dumitrescu | sabel (m)  | 11e       | 1ste ronde: vrij 2de ronde: W van SEN Keita: 15-9 3de ronde: V van FRA Pillet: 13-15 |
|                  |            |           | |
| Ana Brânză       | degen (v)  | Zilver    | 1ste ronde: vrij 2de ronde: W van JPN Ikeda: 15-11 kwartfinale: W van RUS Shutova: 15-13 halve finale: W van HUN Mincza-Nébald: 15-14 finale: V van GER Heidemann: 11-15                                   |
| Cristina Stahl   | floret (v) | 18e       | 1ste ronde: vrij 2de ronde: V van GER Wächter: 6-15 |

### Schietsport
| Olympiër        | Discipline              | Resultaat | Prestatie                                                                           |
| --------------- | ----------------------- | --------- | ----------------------------------------------------------------------------------- |
| Alin Moldoveanu | 10m luchtgeweer (m)     | 4e        | kwalificatie: 3de met 596 punten (99-99-99-100-100-99) finale: 4de met 698,9 punten |
| Iulian Raicea   | 25m snelvuurpistool (m) | 9e        | kwalificatie: 9de met 576 punten (287-289)                                          |
| Iulian Raicea   | 10m luchtpistool (m)    | 44e       | kwalificatie: 44ste met 567 punten (93-97-95-95-96-91)                              |
| Ioan Toman      | skeet (m)               | 35e       | kwalificatie: 35ste met 108 punten (21-19-23-22-23)                                 |
|                 |                         |           |                                                                                     |
| Lucia Mihalache | skeet (v)               | 10e       | kwalificatie: 10de met 66 punten (23-20-23)                                         |

### Schoonspringen
| Olympiër            | Discipline    | Resultaat | Prestatie                          |
| ------------------- | ------------- | --------- | ---------------------------------- |
| Constantin Popovici | 10m toren (m) | 23e       | voorronde: 23ste met 392,30 punten |
|                     |               |           |                                    |
| Ramona Ciobanu      | 10m toren (v) | 24e       | voorronde: 24ste met 279,10 punten |

### Tafeltennis
| Olympiër                                    | Discipline    | Resultaat | Prestatie |
| ------------------------------------------- | ------------- | --------- | --- |
| Adrian Crișan                               | enkelspel (m) | 17e       | voorronde: vrij 1ste ronde: vrij 2de ronde: W van DOM Ju: 4-1 (11-4, 11-2, 11-7, 9-11, 11-6) 3de ronde: V van GER Ovtcharov: 3-4 (8-11, 7-11, 11-7, 11-9, 11-6, 10-12, 11-8) |
|                                             |               |           | |
| Daniela Dodean                              | enkelspel (v) | 33e       | voorronde: vrij 1ste ronde: vrij 2de ronde: V van PRK Kim: 1-4 (5-11, 7-11, 5-11, 11-5, 8-11)                                                                                |
| Elizabeta Samara                            | enkelspel (v) | 33e       | voorronde: vrij 1ste ronde: W van CGO Fen: 4-1 (11-4, 11-2, 6-11, 11-4, 11-6) 2de ronde: V van BLR Pawlovitsj: 1-4 (11-3, 8-11, 8-11, 7-11, 10-12)                           |
| Daniela Dodean Iulia Necul Elizabeta Samara | team (v)      | 7e        | groep C: 2de V van Hongkong: 0-3 W van Polen: 3-2 W van Duitsland: 3-0 herkansingen: V van Verenigde Staten: 1-3                                                             |

### Tennis
| Olympiër       | Discipline    | Resultaat | Prestatie                                                                              |
| -------------- | ------------- | --------- | -------------------------------------------------------------------------------------- |
| Victor Hănescu | enkelspel (m) | 17e       | 1ste ronde: W van ITA Bolelli: 7-5, 3-6, 6-4 2de ronde: V van FRA Monfils: 4-6, 6-7(5) |
|                |               |           |                                                                                        |
| Sorana Cîrstea | enkelspel (m) | 17e       | 1ste ronde: V van ISR Pe'er: 3-6, 7-5, 0-6                                             |

### Worstelen
| Olympiër          | Discipline  | Resultaat   | Prestatie |
| Vrije stijl       | Vrije stijl | Vrije stijl | Vrije stijl |
| ----------------- | ----------- | ----------- | --- |
| Petru Toarcă      | -55kg (m)   | 18e         | kwalificatie: vrij 1ste ronde: V van GEO Gotsjasjvili: 0-3                                                                                                |
| Stefan Gheorghiţă | -74kg (m)   | Brons       | kwalificatie: vrij 1ste ronde: V van UZB Tigiev: 0-3 herkansingen: vrij herkansingen 2: W van GRE Bentinidis: 3-1 bronzen finale: V van BLR Gaidarov: 1-3 |
| Rareş Chintoan    | -120kg (m)  | 18e         | kwalificatie: vrij 1ste ronde: V van CUB Rodríguez: 0-3                                                                                                   |
|                   |             |             | |
| Estera Dobre      | -48kg (v)   | 10e         | kwalificatie: vrij 1ste ronde: V van ESA Medrano: 1-3 |
| Ana Paval         | -55kg (v)   | 5e          | 1ste ronde: V van CHN Xu: 0-3 herkansingen: vrij herkansingen 2: W van KAZ Smirnova: 3-1 bronzen finale: V van COL Rentería: 0-5                          |
| Grieks-Romeins    |             |             | |
| Virgil Munteanu   | -55kg (m)   | 12e         | kwalificatie: vrij 1ste ronde: V van USA Mango: 1-3 |
| Eusebiu Diaconu   | -60kg (m)   | 8e          | kwalificatie: W van EGY El-Gharably: 3-1 1ste ronde: V van AZE Rahimov: 1-3 herkansingen: V van CHN Sheng: 1-3                                            |
| Ion Panait        | -55kg (m)   | 13e         | kwalificatie: vrij 1ste ronde: V van CHN Li: 1-3 |

### Zwemmen
| Olympiër                                                     | Discipline            | Resultaat | Prestatie                                                                               |
| ------------------------------------------------------------ | --------------------- | --------- | --------------------------------------------------------------------------------------- |
| Norbert Trandafir                                            | 50m vrije slag (m)    | 43e       | serie 7: 2de in 22,80                                                                   |
| Norbert Trandafir                                            | 100m vrije slag (m)   | 50e       | serie 4: 7de in 50,74                                                                   |
| Dragoş Coman                                                 | 400m vrije slag (m)   | 17e       | serie 5: 7de in 3.47,79                                                                 |
| Dragoş Coman                                                 | 1500m vrije slag (m)  | 28e       | serie 2: 5de in 15.24,05                                                                |
| Răzvan Florea                                                | 100m rugslag (m)      | 20e       | serie 6: 7de in 54,87                                                                   |
| Răzvan Florea                                                | 200m rugslag (m)      | 7e        | serie 4: 2de in 1.57,97 halve finale 1: 2de in 1.56,45 (NR) finale: 7de in 1.56,52      |
| Valentin Preda                                               | 100m schoolslag (m)   | 31e       | serie 5: 3de in 1.01,77                                                                 |
| Valentin Preda                                               | 200m schoolslag (m)   | DNS       | serie 2: niet gestart                                                                   |
| Ştefan Gherghel                                              | 100m vlinderslag (m)  | 27e       | serie 4: 3de in 52,50 (NR)                                                              |
| Ştefan Gherghel                                              | 200m vlinderslag (m)  | 14e       | serie 4: 5de in 1.56,09 (NR) halve finale 2: 8ste in 1.56,57                            |
| Răzvan Florea Ioan Gherghel Valentin Preda Norbert Trandafir | 4x100m wisselslag (m) | 13e       | serie 1: 5de in 3.38,00                                                                 |
|                                                              |                       |           |                                                                                         |
| Camelia Potec                                                | 200m vrije slag (v)   | 5e        | serie 4: 3de in 1.57,65 (NR) halve finale 2: 2de in 1.57,71 finale: 5de in 1.56,87 (NR) |
| Camelia Potec                                                | 400m vrije slag (v)   | 6e        | serie 4: 1ste in 4.04,55 finale: 6de in 4.04,66                                         |
| Camelia Potec                                                | 800m vrije slag (v)   | 4e        | serie 3: 1ste in 8.19,70 finale: 4de in 8.23,11                                         |

Afghanistan · Albanië · Algerije · Amerikaanse Maagdeneilanden · Amerikaans-Samoa · Andorra · Angola · Antigua en Barbuda · Argentinië · Armenië · Aruba · Australië · Azerbeidzjan · Bahama's · Bahrein · Bangladesh · Barbados · België · Belize · Benin · Bermuda · Bhutan · Bolivia · Bosnië en Herzegovina · Botswana · Brazilië · Britse Maagdeneilanden · Bulgarije · Burkina Faso · Burundi · Cambodja · Canada · Centraal-Afrikaanse Republiek · Chili · China · Chinees Taipei · Colombia · Comoren · Congo-Brazzaville · Congo-Kinshasa · Cookeilanden · Costa Rica · Cuba · Cyprus · Denemarken · Djibouti · Dominica · Dominicaanse Republiek · Duitsland · Ecuador · Egypte · El Salvador · Equatoriaal-Guinea · Eritrea · Estland · Ethiopië · Fiji · Filipijnen · Finland · Frankrijk · Gabon · Gambia · Georgië · Ghana · Grenada · Griekenland · Groot-Brittannië · Guam · Guatemala · Guinee · Guinee‑Bissau · Guyana · Haïti · Honduras · Hongarije · Hongkong · Ierland · IJsland · India · Indonesië · Irak · Iran · Israël · Italië · Ivoorkust · Jamaica · Japan · Jemen · Jordanië · Kaaimaneilanden · Kaapverdië · Kameroen · Kazachstan · Kenia · Kirgizië · Kiribati · Koeweit · Kroatië · Laos · Lesotho · Letland · Libanon · Liberia · Libië · Liechtenstein · Litouwen · Luxemburg · Macedonië · Madagaskar · Malawi · Malediven · Maleisië · Mali · Malta · Marshalleilanden · Marokko · Mauritanië · Mauritius · Mexico · Micronesië · Moldavië · Monaco · Mongolië · Montenegro · Mozambique · Myanmar · Namibië · Nauru · Nederland · Nederlandse Antillen · Nepal · Nicaragua · Nieuw-Zeeland · Niger · Nigeria · Noord-Korea · Noorwegen · Oeganda · Oekraïne · Oezbekistan · Oman · Oostenrijk · Oost‑Timor · Pakistan · Palau · Palestina · Panama · Papoea-Nieuw-Guinea · Paraguay · Peru · Polen · Portugal · Puerto Rico · Qatar · Roemenië · Rusland · Rwanda · Saint Kitts en Nevis · Saint Lucia · Saint Vincent en Grenadines · Salomonseilanden · Samoa · San Marino · Sao Tomé en Principe · Saoedi-Arabië · Senegal · Servië · Seychellen · Sierra Leone · Singapore · Slovenië · Slowakije · Soedan · Somalië · Spanje · Sri Lanka · Suriname · Swaziland · Syrië · Tadzjikistan · Tanzania · Thailand · Togo · Tonga · Trinidad en Tobago · Tsjaad · Tsjechië · Tunesië · Turkije · Turkmenistan · Tuvalu · Uruguay · Vanuatu · Venezuela · Verenigde Arabische Emiraten · Verenigde Staten · Vietnam · Wit-Rusland · Zambia · Zimbabwe · Zuid-Afrika · Zuid-Korea · Zweden · Zwitserland
Uitgesloten van deelname: Brunei